# Hugh Smith Thompson

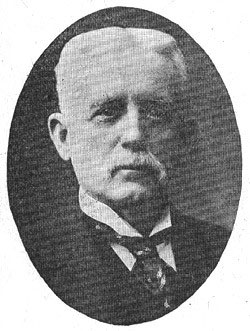
Hugh Smith Thompson (um 1886)

Hugh Smith Thompson (* 24. Januar 1836 in Charleston, South Carolina; † 20. November 1904 in New York City) war ein US-amerikanischer Politiker und von 1882 bis 1886 Gouverneur von South Carolina.

## Frühe Jahre
Hugh Thompson studierte an der Citadel-Militär-Akademie. Dort machte er im Jahr 1856 seinen Abschluss. Zwischen 1858 und 1860 unterrichtete er an der Arsenal Academy, eine weitere Militärschule in South Carolina. Anschließend war er Lehrer an der Citadel Akademie. Mit einer Kadetteneinheit gab er am 9. Januar 1861 den ersten Schuss im damals noch nicht offiziell erklärten Bürgerkrieg ab, als er ein Versorgungsschiff für das Fort Sumter beschießen ließ. Während des gesamten Krieges war er Ausbilder an der Citadel Akademie. Nach dem Krieg war er bis 1876 Lehrer an der Columbia Male Academy in Columbia.

## Politischer Aufstieg
Bei den Gouverneurswahlen des Jahres 1876 unterstützte er Wade Hampton III. und wurde von diesem zum Erziehungsminister ernannt. Dieses Amt übte er bis 1882 aus. Seine Demokratische Partei war in der Frage der Spitzenkandidatur für die Gouverneurswahlen des Jahres 1882 zerstritten. Ein Teil votierte für John Bratton und eine andere Fraktion innerhalb der Partei für John Doby Kennedy. Da man sich nicht einigen konnte, wurde Hugh Thompson als Kompromisskandidat nominiert. Thompson gewann dann die eigentliche Wahl mit 79,5 % der Wählerstimmen gegen J. McLane, der nur auf 20,5 % kam. Gouverneur Thompsons Amtszeit begann am 1. Dezember 1882. Er sorgte für wirtschaftliche Stabilität in seinem Land und er brachte eine Steuerreform auf den Weg. Aufgrund seines Werdegangs ist es nicht verwunderlich, dass er auch das Bildungswesen förderte. Außerdem gelang es ihm, die 1882 im Wahlkampf aufgeworfenen Gräben innerhalb seiner Partei zu überbrücken und den inneren Frieden in der Demokratischen Partei wiederherzustellen. Im Jahr 1884 wurde er ohne Opposition in seinem Amt bestätigt. Seine zweite Amtszeit wäre noch bis Dezember 1886 gelaufen, er trat aber im Juli dieses Jahres zurück, um stellvertretender US-Finanzminister unter Präsident Grover Cleveland zu werden.

## Weitere Karriere
Bis 1889 blieb er im US-Finanzministerium. Unter Präsident Benjamin Harrison war er bis 1892 Mitglied der Gleichstellungskommission (Civil service Commission) für den öffentlichen Dienst. Danach war Thompson zehn Jahre lang in der Verwaltung einer Lebensversicherungsgesellschaft in New York angestellt. Hugh Tompson starb im November 1904 in New York City. Er war mit Elizabeth Anderson verheiratet, mit der er sieben Kinder hatte.